# 冷泉為勇
冷泉 為勇（爲勇、れいぜい ためいさ、1870年3月28日〈明治3年2月27日〉 - 1946年〈昭和21年〉8月2日）は、明治から昭和期の政治家、華族。貴族院子爵議員。幼名・治麿。位階は正二位。勲等は勲二等。

## 経歴
山城国京都で侍従・冷泉為柔の長男として生まれる。1886年（明治19年）9月、為勇と改名。父の死去に伴い、1894年（明治27年）8月25日、子爵を襲爵。
学習院で学んだ。1911年（明治44年）7月10日、貴族院子爵議員に選出され、研究会に所属して活動し死去するまで五期在任した。

## 親族
- 先妻：百井（ももい、浅井政義長女、離縁）[1]
- 後妻：福子（とみこ、北島脩孝長女）[1]
- 長男：由言（旧名・為由、貴族院男爵議員、杉溪言長養子）[1]
- 長女：順子（のぶこ、井口忠次郎夫人〔離縁〕、竹内惟光夫人）[1]
- 二男：為安（子爵）[1]